# Gottfried Kumpf

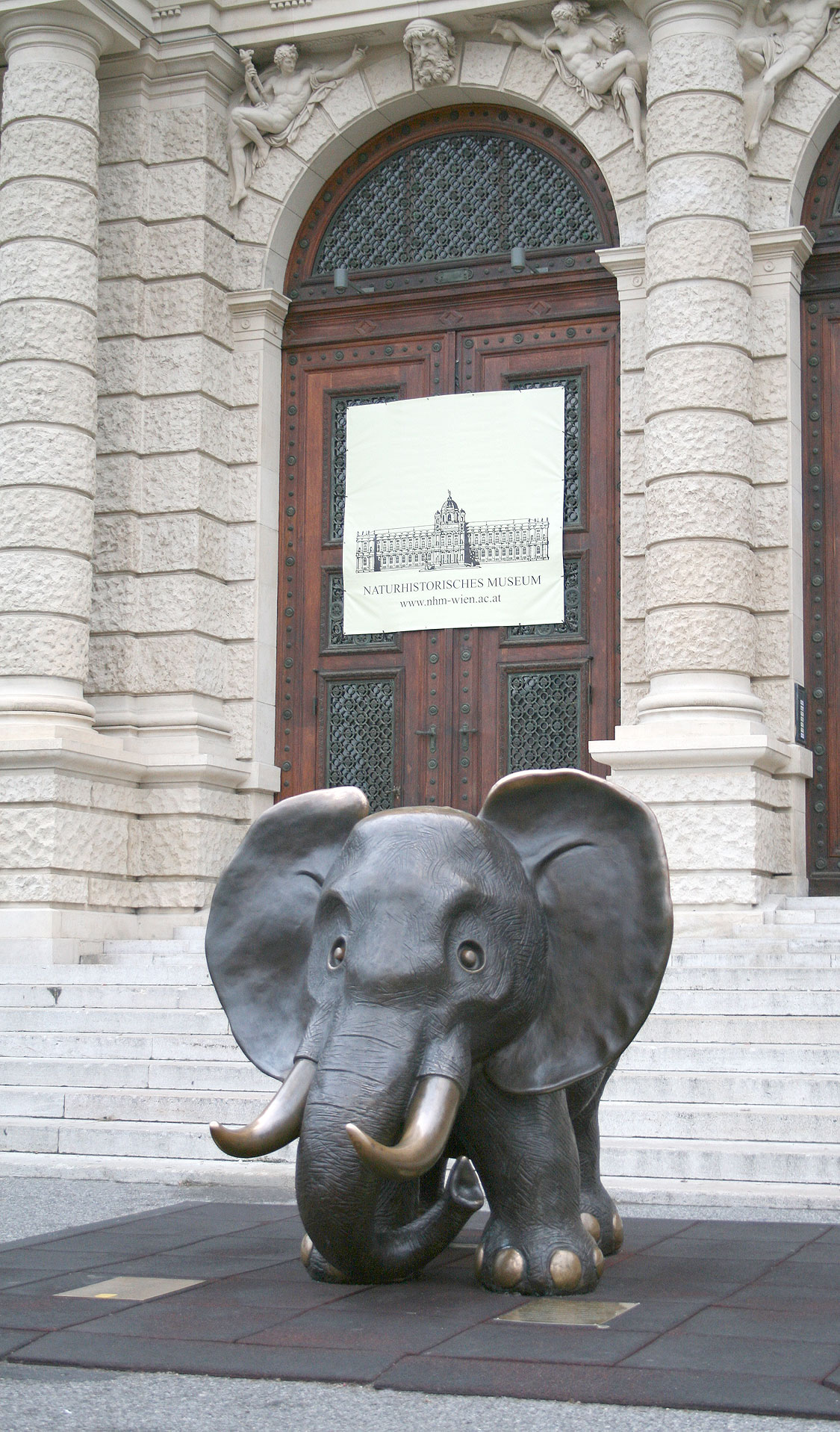
Elefantenplastik vor dem Naturhistorischen Museum in Wien

Gottfried Kumpf (* 29. November 1930 in Annaberg im Lammertal; † 5. September 2022 in Wien) war ein österreichischer Maler, Graphiker und Bildhauer.

## Leben und Wirken
Kumpf wurde als Sohn eines Landarztes geboren. Nach einem Medizinstudium widmete er sich ganz der Malerei und war seit 1956 freischaffender Künstler. Er lebte ab 1968 in Breitenbrunn am Neusiedler See (Burgenland) und ab 2005 bis zu seinem Tod in Wien.
Sein Œuvre besteht aus Ölbildern, Zeichnungen, Aquarellen, Grafiken, großen und kleinen Skulpturen, sowie auch Architektur. Hauptthema seiner Malerei sind Landschaften, die er in einem naiven Stil gestaltet. Markenzeichen seiner Bilder ist der Asoziale, der meist in irgendeiner Bildecke versteckt zu finden ist.
Er gestaltete die Autobahnraststätte in Göttlesbrunn und die Therme in Stegersbach, bei der jedoch 2004 im Rahmen eines Umbaues die meisten von Kumpf gestalteten Elemente entfernt wurden. Gemeinsam mit Thomas Brezina verfasste er eine Reihe von Bilderbüchern. Außerdem hat er mehrere Briefmarken für die Österreichische Post und für die Postverwaltung der Vereinten Nationen entworfen.
2005 gestaltete er Bronzeplastiken der 12 Tierkreiszeichen, die zuvor schon in einer Serie von Telefonwertkarten der Österreichischen Post Verwendung fanden.
Nach einer Beziehung mit der bildenden Künstlerin und Librettistin Maria Plachky (1920–1982) war Gottfried Kumpf bis zu seinem Tod fast 40 Jahre mit seiner Muse und Managerin Guni Kumpf verheiratet. Auch in Zukunft betreut sie sein Werk und führt die von ihm geplanten Projekte weiter. Ein Werkverzeichnis für Skulpturen ist für 2025 geplant.
Gottfried Kumpf ist im Grinzinger Friedhof bestattet.

## Ehrungen, Auszeichnungen, Preise (Auswahl)
- Berufstitel Professor
- Österreichisches Ehrenkreuz für Wissenschaft und Kunst I. Klasse (2005)